# Rancho de Amor à Ilha
O Rancho de Amor à Ilha, originalmente chamado Rancho do Amor à Ilha, é o hino oficial da cidade de Florianópolis. Seu autor é Cláudio Alvim Barbosa, o Zininho, compositor famoso na capital catarinense. É, desde seu lançamento, uma música bastante popular e simbólica para a cidade.
Foi escolhido em 1965 através de um concurso promovido pela Prefeitura Municipal e oficializado pelo Projeto de Lei nº 877 de 27 de Agosto de 1968, de autoria do vereador Waldemar Joaquim da Silva Filho (Caruso).

## Histórico
Em outubro de 1964, Paulo Gonçalves Weber Vieira da Rosa, o General Vieira da Rosa, tinha sido nomeado pela Ditadura Militar como prefeito de Florianópolis. O regime militar e o aumento de impostos municipais tinham feito a popularidade do prefeito cair na cidade. Luiz Gonzaga de Bem, assessor de imprensa da prefeitura, foi encarregado de criar algo espontâneo e de boa repercussão para marcar positivamente o mandato do prefeito. Em conversa com Donato Ramos, surge a ideia de fazer um concurso. 
Foi anunciado então o concurso "Uma Canção para Florianópolis" em 1965, com Luiz Gonzaga de Bem sendo o encarregado da prefeitura e Donato Ramos, com a agência A.S. Propague, para coordenar, produzir e apresentar o concurso. Mais de 200 músicas foram inscritas, muitas de fora de Santa Catarina. Cláudio Alvim Barbosa, o poeta Zininho, artista consolidado na cidade, só participou após ser pressionado por amigos como Adolfo Zigelli e pelo próprio General Vieira da Rosa, inscrevendo o "Rancho do Amor à Ilha" no último dia possível.

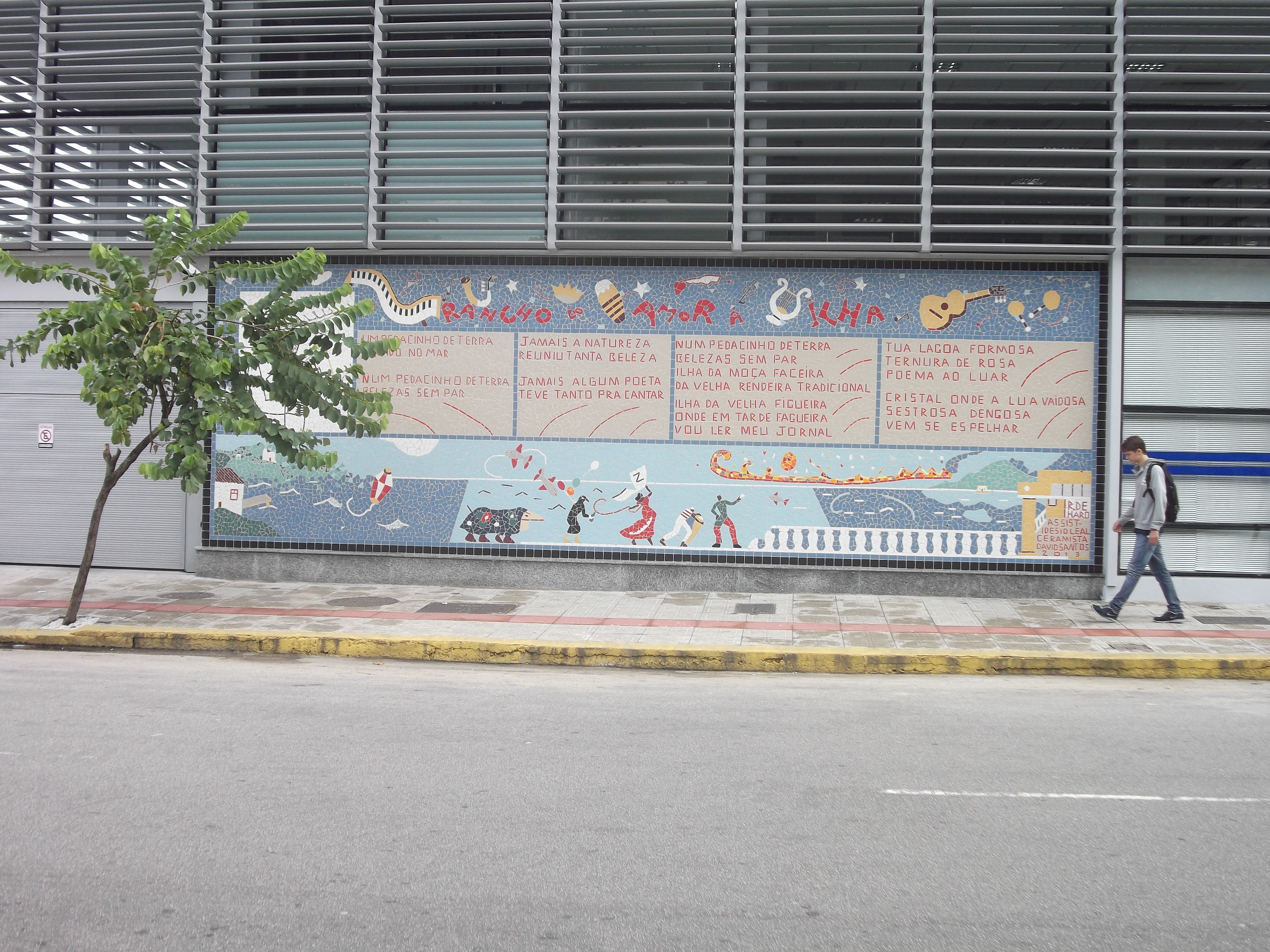
Mural de Rodrigo de Haro com a letra do Rancho do Amor à Ilha em uma agência bancária próxima a Praça XV de Novembro, no Centro de Florianópolis.

A canção de Zininho ficou em primeiro no concurso, com José Cardoso, o Professor Zequinha, em segundo com "Florianópolis, meu Torrão", "Cidade Mulher", de Abelardo de Souza, em terceiro e "A Ilha", de Altair Debona Castelan, em quarto. Neide Maria Rosa, intérprete principal das canções de Zininho e uma das maiores cantoras catarinenses de todos os tempos, interpretou tanto "Rancho do Amor à Ilha" quanto "Cidade Mulher" na competição.
A  canção foi um sucesso e apesar de ter sido registrada como "Rancho do Amor à Ilha" no concurso, acabou erroneamente ficando popular como "Rancho de Amor à Ilha" - na atualidade é possível encontrar ambos os nomes em divulgações e plataformas digitais. Foi oficializada como hino de Florianópolis no Projeto de Lei nº 877 de 27 de Agosto de 1968, do vereador Waldemar Joaquim da Silva Filho (Caruso) e sancionada pelo prefeito Acácio Garibaldi Santiago. Nesse mesmo ano, Antunes Severo e Rozendo Lima apresentam ao prefeito e ao secretário de Turismo e Comunicação, Luiz Henrique Tancredo, um projeto para gravar em disco a música. Para isso, Zininho contrata os Titulares do Ritmo e o Maestro Carlos Castilho, de São Paulo, para a gravação da canção, mais uma vez interpretada por Neide Maria Rosa.

## Versões
A música foi regravada diversas vezes. Existem execuções em diversos ritmos e até em outras línguas. 
- A Banda Dazaranha regravou a música no ano de 2012. A versão da Banda florianopolitana foi gravada em ritmo Rock-reggae.[6]
- A Camerata Florianópolis costuma executar a música em seus espetáculos. Uma versão foi gravada com Ana Paula da Silva.[7]